# Tropidia corymbioides
Tropidia corymbioides är en orkidéart som beskrevs av Rudolf Schlechter. Tropidia corymbioides ingår i släktet Tropidia och familjen orkidéer. Inga underarter finns listade i Catalogue of Life.